# 松本重雄
松本 重雄（まつもと しげお、1908年4月15日 - 1992年11月14日）は、日本銀行の理事。

## 来歴・人物
銀座の商家（蓄音機・レコード販売「三光堂」）の子として生まれ育ち、泰明小学校卒業後、1921年に麻布笄町に転居する。東京府立一中、一高を経て、1932年、東京帝大経済学部卒業。同年、日本銀行入行。秘書役、静岡支店長、ニューヨーク駐在参事、総務部長、事務改善調査室長、特別審議室長。名古屋支店長のまま理事（1960年5月14日～1966年4月16日在任）、大阪支店長を経て本店へ。全国銀行協会・東京銀行協会各理事、1969年、東銀協専務理事兼副会長。1978年、顧問就任。1980年、国民政治協会会長。1978年勲二等瑞宝章を受章。1992年11月14日死去。享年84。
戦後、“法王”として君臨してきた一万田尚登総裁下の日銀において、金融制度見直しの為の特別審議室長に就任。当時のGHQにより、大蔵からも日銀からも独立させることを念頭に、“民主化”のために設けられた政策委員会（1949年発足）は、一万田の強力な政治力によって日銀総裁を政策委員会議長とした形で、日銀に属することとなった。一方で日本銀行法に関しては、戦時立法的色彩は薄められながら、日銀法43条のように大蔵大臣の業務施行命令権は依然残り、権限の帰属先が不明で宙ぶらりん状態の法規だとされていた。この日銀法改正を巡って、時の池田勇人蔵相、大蔵次官から日銀総裁に就任した山際正道総裁らの下、更なる大蔵省の金融行政における統制を強めるよう立法強化の論陣を張る下村治に対して、下村に対峙した当時の日銀側の代表的論客として鳴らした。
結局日銀は、その後も民間出身の宇佐美洵総裁の下、高度経済成長の下、日銀の意向とは別のところで公定歩合引き下げ、積極財政路線を執っていたが、さらに佐々木直日銀総裁下、田中角栄内閣時代の狂乱物価へと続くこととなった。

## 家族・親族
父の松本常（つね）三郎は、わが国の蓄音機業の元祖とも言われる人の一人である。実家の「三光堂」は日本初の蓄音機専門店である。
常三郎の兄の松本武一郎（たけいちろう）は、愛媛県宇和島出身で横須賀造船所で働いたのち、浅草公園藤棚下で街頭の蓄音器屋（有料で蓄音器の再生音を聴かせる商売）をしていた明治30(1897)年ごろ、横浜山下町で蝋管蓄音器の輸入をしていたアメリカ人貿易商F．W．ホーン（ホーン商会）と知り合い、その協力も得て、明治32年(1899年)に浅草並木町に店舗を開き、翌年、武一郎を代表に、社会主義者として後年有名になった片山潜と、神田橋本町のガラス卸「釜屋」の横山進一郎の3人の共同事業の形で、蓄音機の輸入と普及を図るために蓄音機と平円盤(=レコード)を販売する合名会社「三光堂」を設立した。浅草並木町のほか、後には大阪や銀座にも進出した。また新宿に「三光堂松本蓄音機製作所」を建設し、大正時代にはそこで蓄音機の製造も行った。
武一郎の協力でホーンも1907年に蓄音機とレコードの製造会社「日米蓄音器株式会社」と販売会社「日米蓄音器商会」(のちに合併して日本蓄音器商会となる。のちの日本コロムビア）を設立、武一郎は同社の土地の選定，買収などに日夜奔走し、この事業に出資し経営にも参加するはずだったが、会社設立直前に急死、同社の設立者に名を連ねることはなかった。三光堂は当時、横須賀海軍工廠（こうしょう）の技術者であった弟（重雄の父）の常三郎が武一郎の跡を継いだ。
常三郎率いる三光堂では、当時人気の桃中軒雲右衛門に高額の報酬を払って浪花節の忠臣蔵外伝などの全曲目を吹き込み、原盤をドイツに送って象印レコードとして輸入するなどしていたが、明治天皇崩御により歌舞音曲停止となり、その間に海賊版が出回り、関東大震災前後の外国資本攻勢下に外資（日本蓄音器商会）に買収された。明治45年（1912年）に三光堂が発売した雲右衛門のレコードは、発売直後にホーンの日本蓄音器商会がその複製版を販売したことにより、著作権登録者であるドイツ人リチャード・ヴェルダーマンが著作権違反で訴えるという「桃中軒雲右衛門事件」に発展した。これが裁判で権利侵害に当たらずとの判決が下ったことにより、著作権法改正の声が上がり、大正9年（1920年）に改正著作権法が法律第60号として公布された。